# Puritanismus
Der Puritanismus war eine vom 16. bis zum 17. Jahrhundert wirksame Bewegung in England, Schottland und später in Neuengland, die für eine weitreichende Reformation der Kirche nach evangelisch-reformierten bzw. calvinistischen Grundsätzen eintrat. Die Bezeichnung Puritaner, die sich selbst als the godly bezeichneten, wurde zunächst als Spottname gegen derart gesinnte Laien und Geistliche verwendet und leitet sich von ihren Forderungen nach einer Reinigung (engl. purification) der Kirche von „papistischen“, also römisch-katholischen Lehren her.
Konfessionell zersplitterte sich der Puritanismus in eine Reihe verschiedener Denominationen, wie Presbyterianer, Kongregationalisten und andere, auf die viele der heutigen Freikirchen im englischsprachigen Raum ihre Ursprünge zurückführen. Seinen Höhepunkt erreichte er mit dem Sieg im Englischen Bürgerkrieg und der Errichtung einer puritanisch geprägten Republik unter Oliver Cromwell. Nach der Restauration König Karls II. im Jahr 1660 erschöpfte sich der englische Puritanismus als intellektuelle und politische Kraft recht bald, blieb aber insbesondere in den neuenglischen Kolonien bis in das frühe 18. Jahrhundert prägend.
Der Ausdruck Puritanismus wird heute eher zu Unrecht gelegentlich als Synonym für „Moralismus“ verwendet und besonders im amerikanischen Sprachgebrauch auch für etwas, was „bigott, blutleer, engstirnig, heuchlerisch, humorlos, kalt, kleingeistig, nachtragend, pedantisch, prüde, rückständig und selbstverleugnend“ erscheint. Denn für die Puritaner waren nicht primär Verbote, sondern das spirituelle Leben in der Gemeinschaft wichtig, das mit verstärkter Bildung und sozialen Reformen zum gesellschaftlichen Fortschritt beitrug.

## Geschichte

### England
Der englische Puritanismus entstand in der zweiten Hälfte des 16. Jahrhunderts. Angestoßen durch die neue theologische Freiheit, welche die Reformation in England bot, wurde er stark beeinflusst durch kontinentale Impulse des Genfer Calvinismus und durch die Hugenotten; er forderte eine liturgische und moralische Erneuerung der Kirche ein. Auch politische Forderungen gehörten zum Programm der Puritaner: So setzte sich John Stubbs in einem Flugblatt dafür ein, die Heirat von Elisabeth I. mit dem Grafen von Anjou zu verhindern. Da die Königin der Radikalität der Bewegung gegenüber nicht offen war, blieb eine grundlegende Reform von Kirche und Gesellschaft nach dem Vorbild Genfs aus. Puritaner, die nicht zur äußeren Konformität mit der anglikanischen Kirche bereit waren, wurden durch bereits 1593 verabschiedete Gesetze verfolgt, was später die Auswanderung vieler Puritaner begünstigte.
Seine Blütezeit erlebte der Puritanismus im 17. Jahrhundert. 1640 wurde Oliver Cromwell Mitglied des „Langen Parlaments“ und entwickelte sich zu einem der Führer der Opposition gegen König Karl I. und dessen absolutistische Herrschaft. Der Konflikt mit dem englischen Königshaus weitete sich zum Englischen Bürgerkrieg aus. Als Führer der Puritaner gewann Cromwell entscheidenden Einfluss während des Krieges. Er führte das gegen die Krone kämpfende puritanische Parlamentsheer an, das zwar letztlich siegte, aber für etliche Verwüstungen im Lande und auch für die Bilderstürme in englischen Kirchen verantwortlich war. Der englische König wurde hingerichtet, und Cromwell selbst übernahm als „Lordprotektor“ bis zu seinem Tod 1658 die Herrschaft in England. Die Intoleranz des Puritanismus in der Cromwellschen Militärdiktatur hatte diesen in weiten Teilen der englischen Bevölkerung verhasst gemacht. Von der „Reaktion“ profitierte die Monarchie, die nach dem Tode Cromwells in Gestalt Karls II. wiederkehrte.
Der Puritanismus war ein wesentlicher Impuls bei der Entstehung des Methodismus, da die Begründer der methodistischen Traditionen und Kirchen John Wesley und Charles Wesley aus einem Elternhaus stammten, das durch den Vater (Samuel Wesley) und insbesondere durch die Erziehung der Mutter (Susanna Wesley-Annesley) puritanisch geprägt war.

### Nordamerika

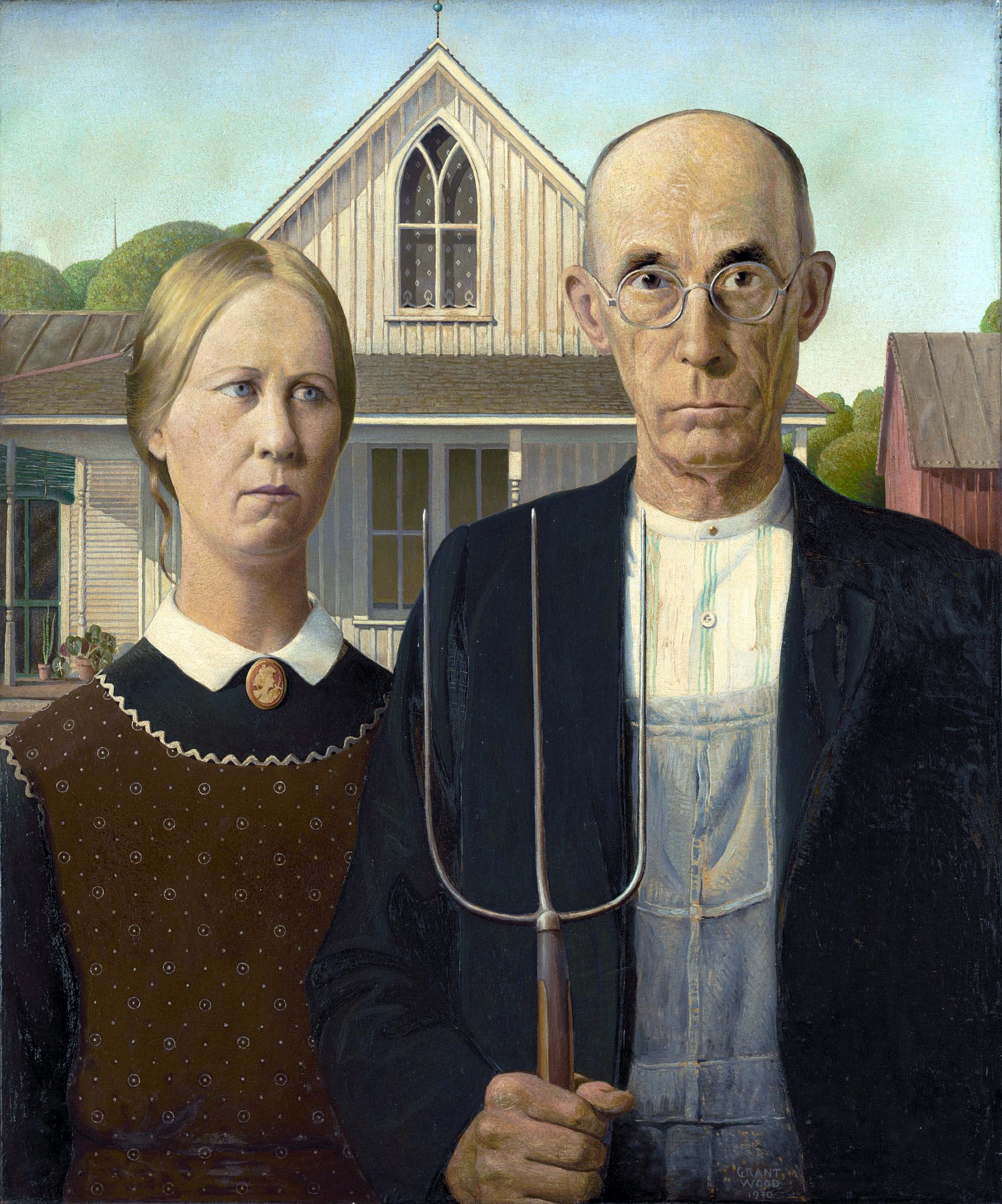
Die auf dem 1930 entstandenen Gemälde American Gothic abgebildeten Bauern gelten als Sinnbild für das puritanisch geprägte Hinterland der Vereinigten Staaten

Viele Puritaner emigrierten im 17. Jahrhundert von England in die britischen Kolonien nach Neuengland in den späteren USA. Da in den ersten Jahrzehnten der Existenz dieser Kolonien die Bevölkerung vor allem aus Puritanern bestand, wurde der Puritanismus damals auch zur dort bestimmenden Religion. Aufgrund der religiösen Verfolgung der Puritaner in Europa versuchten einige von ihnen in Neuengland religiös organisierte Siedlungen nach ihren Idealen aufzubauen, so auch die sogenannten Pilgerväter, die ab 1620 mit den ersten Schiffen aus England bei Plymouth anlegten. Schon vor und während der Überfahrt wurden hierzu Kontrakte aufgesetzt und Predigten gehalten, die dieses Ziel formulierten, so z. B. John Winthrops A Model of Christian Charity. Relativ schnell jedoch zeigten sich die ersten Probleme, die wiederum auch im Medium der Predigt verhandelt wurden (z. B. Danforth: Errand into the Wilderness). Umstritten ist dabei jedoch, ob die Enttäuschung der Kleriker daran lag, dass das Ziel, ein religiöses Vorbild für die Welt sein zu können, nicht erreicht wurde, weil England nach der Glorious Revolution das Interesse an der Kolonie verlor, oder ob von vornherein geplant war, sich auf die Siedlung in Amerika zu konzentrieren.
In den USA soll der Puritanismus – so beispielsweise nach Max Weber (Die protestantische Ethik und der Geist des Kapitalismus) und, ihm zuvor, Alexis de Tocqueville (Über die Demokratie in Amerika (De la démocratie en Amérique )) – großen Einfluss auf den Nationalcharakter ausgeübt haben; diese Annahme vernachlässigt jedoch andere Strömungen, die für die Besiedlung der USA ebenso wichtig waren. So war z. B. die erste dauerhafte englische Kolonie in Nordamerika nicht in Neuengland, sondern Virginia; hier waren vor allem wirtschaftliche Überlegungen (Agrarland, Tabakanbau) als Motivation zur Ansiedlung vorherrschend, und der Anglikanismus blieb bis 1786 Staatsreligion.
Noch heute besteht im kalifornischen San Diego die Puritan Evangelical Church of America, die die ursprüngliche puritanische Theologie vertritt.

## Lehre
Die Puritaner sind in der Lehre strikte Calvinisten, die sich neben den vier „Soli“ der Reformation auch an die spezifischen Calvinistischen Lehren halten.
- Souveränität Gottes: Gott ist der allmächtige Herrscher über das ganze Universum bis hin über das Leben jedes einzelnen Menschen.
- Autorität der Schrift: Die Bibel ist die alleinige Richtschnur für den Glauben und das Leben.
- Prädestinationslehre: In Übereinstimmung mit der reformierten Verständnis der Erwählung glauben sie, dass Gott bestimmte Menschen zur Errettung vorherbestimmt hat.
- Persönliche Frömmigkeit: Das christliche Leben muss durch Buße und Hingabe an Christus und Heiligung gekennzeichnet sein.
- Gottesdienst: Die Versammlungen sind auf das Wort Gottes ausgerichtet, daher lehnen sie viele rituelle und liturgische Elemente der anglikanischen Kirche ab.[7]

Zudem sahen sie den Menschen als von Natur aus völlig verworfen an und glauben, dass nur die von Gott Erwählten gerettet werden und dass die biblische Lehre im Gemeinde- und Privatleben kompromisslos angewendet werden sollte. In der reformierten Tradition von Zwingli und Calvin lehnten sie alle Formen der Religionsausübung ab, die sie nicht durch Gottes Wort in der Bibel begründet fanden, und standen damit im Gegensatz zur anglikanischen und lutherischen Tradition, die alles erlaubte, was nicht durch die Bibel ausdrücklich verboten wurde. Kongregationen und Presbyterien, deren Mitglieder von der Gemeinde gewählt wurden und die von Staat und Kirche völlig unabhängig waren, legten das puritanische Glaubensbekenntnis in Übereinstimmung mit dem Wortlaut der Bibel fest.
Puritaner legen großen Wert auf persönliche Bekehrung, persönliche religiöse Erfahrung und Abkehr von allem, was sie als weltlich ansahen. Eine sehr bekannte allegorische Darstellung dieser Lebenssicht ist John Bunyans Buch The Pilgrim’s Progress (Die Pilgerreise). Die Puritaner sehen den Teufel hinter allen weltlichen Aktivitäten. Das wurde auch in den Predigten zum Ausdruck gebracht, wo das Höllenfeuer ein beliebtes Thema war. Beispiel ist die bekannte Predigt von Jonathan Edwards „Sünder in der Hand eines zornigen Gottes“ (englisch: „Sinners in the hands of an angry God“).

## Praxis
Die Puritaner lehnten die anglikanischen Gebetbücher und die christlichen Kreuze ebenso ab wie priesterliche Gewänder, Bischöfe und die Bilderverehrung. Auch auf den üblichen steinernen und reich geschmückten Altar in Kirchen verzichteten sie und ersetzten ihn durch einen einfachen Holztisch. Ebenso lehnten sie das Feiern von Weihnachten ab. Während der Zeit von Cromwell waren Weihnachtsfeiern sogar gesetzlich verboten, nicht nur in England (erstmalig 1644), sondern auch in Massachusetts. Erst 1856 wurde Weihnachten in Massachusetts ein staatlicher Feiertag.
Stark betonen Puritaner das fromme Familienleben mit Hausandachten, strenger Einhaltung des Sabbats am Sonntag und Dienst am Nächsten. Ein einfaches, von der Arbeit und vom Fleiß des Einzelnen geprägtes und moralisch einwandfreies Leben war Pflicht. Andererseits waren die Puritaner längst nicht so asketisch, wie sie später dargestellt wurden. Sowohl ihre Kleider als auch ihre Häuser waren farbig. Strikt lehnten sie weltliche Vergnügungen wie Tanz oder Schauspiel am Sonntag und Wirtshäuser ab. In den kinderreichen Ehen sahen sie eher den Ausdruck der Liebe in gegenseitiger Fürsorge als in Sex. Andererseits wurde Sex innerhalb der Ehe als so wichtig angesehen, dass ein Ehepartner, der den Geschlechtsverkehr verweigerte, dafür bestraft werden konnte.
In den Kolonien von Neuengland errichteten die Puritaner verschiedene Gemeinschaften nach ihren Vorstellungen. Hier sollte die Regierung die ethischen Grundsätze der Bibel durchsetzen.
Nach Auffassung der Reformatoren sollten alle Gläubigen in der Lage sein, die Bibel selbständig lesen zu können. Infolgedessen nahm das Bildungswesen in den protestantischen Territorien und Ländern einen starken Aufschwung. Auch die Puritaner legten großen Wert auf Bildung: Allen Jungen und Mädchen wurde zunächst zu Hause, später in öffentlichen Schulen Lesen und Schreiben beigebracht. Die Ausbildung von Predigern war den Puritanern ebenfalls sehr wichtig. Zu diesem Zweck schufen sie in der Massachusetts Bay Colony schon 1636 das Harvard College, nur sechs Jahre nachdem die Kolonie selbst gegründet worden war. Das öffentliche Schulsystem und die Schulpflicht waren von Anfang an für die Neuenglandkolonien prägend. Im 18. Jahrhundert folgte die Gründung von etwa einem Dutzend weiterer Colleges, darunter Yale (1701). Increase Mather, einer der führenden puritanischen Theologen Neuenglands, erweiterte als Rektor von Harvard das Studienprogramm um die Naturwissenschaften (1686).
In Massachusetts und Connecticut hatte die männliche Bevölkerung zwischen 1640 und 1700 eine Lesefähigkeit zwischen 89 und 95 Prozent. Bei den Frauen dieser beiden Kolonien wurde für den Zeitraum von 1681 bis 1697 eine solche von bis zu 62 Prozent angenommen.
Nathaniel Hawthornes Roman Der scharlachrote Buchstabe schildert die Lebensweise der Puritaner aus der Sicht der Romantik des 19. Jahrhunderts.

## Staat und Gesellschaft
Der Puritanismus war von entscheidender Bedeutung für das Entstehen der Demokratie und der Religionsfreiheit im angloamerikanischen Raum. Ähnlich wie Baptisten und Quäker entwickelten die Puritaner Grundsatzentscheidungen der Reformatoren weiter und setzten sie in die Praxis um.
Im Mittelalter bildeten Staat und Kirche eine Einheit. Martin Luthers Zwei-Reiche-Lehre vollzog die prinzipielle Trennung von Weltlichem und Geistlichem, die Calvin übernahm. Das Ziel von Calvins politischem Denken war die Sicherung der Rechte der einfachen Menschen. Deshalb empfahl er als beste Regierungsform eine Mischung aus Demokratie und Aristokratie. Zudem sollte die politische Macht, um deren Missbrauch möglichst gering zu halten, auf mehrere staatliche Institutionen verteilt werden (Gewaltenteilung). Und schließlich sprach Calvin nachgeordneten politischen Kräften wie dem Adel oder den Ständen das Recht und die Pflicht zu, gegen einen tyrannischen Herrscher Widerstand zu leisten. Der Puritanismus griff diese Gedanken auf. Nach seiner Vorstellung war die Gesellschaft nicht eine Ansammlung von Individuen, sondern eine Art Organismus, der auf ein ganz bestimmtes Ziel ausgerichtet war. Jeder Mann und jede Frau hatten die Pflicht, die wichtigste Aufgabe zu erfüllen, nämlich dem Willen Gottes in ihrem Gemeinwesen Geltung zu verschaffen. Dies konnte nach Überzeugung der Puritaner nur geschehen, wenn sie die Führung im Staat ausüben würden. Da weder Jakob I. noch Karl I. zu entsprechenden Reformen bereit waren, Letzterer zudem Anstalten machte, gegen den Willen der großen Mehrheit der englischen und schottischen Bevölkerung den Katholizismus wieder zur Staatsreligion zu machen, war der Bürgerkrieg unvermeidlich, in dem Oliver Cromwell, gestützt auf sein independistisches Heer, siegreich war. Der Verfassungsentwurf der Independenten, Agreement of the People von 1647, betonte aufgrund demokratischer Tendenzen kraftvoll die Gleichheit aller Menschen. Obwohl sich die Puritaner in England nicht an der Macht halten konnten, Monarchie und anglikanische Staatskirche wiederhergestellt wurden, blieb doch so viel puritanisches Gedankengut erhalten, dass das von Anglikanern beherrschte Parlament in der Glorious Revolution 1688 zu seinen Gunsten die Macht des Monarchen kräftig beschnitt und so die englische beziehungsweise britische Demokratie schuf.
In der ersten Hälfte des 17. Jahrhunderts hatten Baptisten wie John Smyth, Thomas Helwys und Roger Williams in Streitschriften vehement Glaubensfreiheit gefordert. Sie beeinflussten liberale Denker wie James Harrington, Algernon Sidney, John Milton und John Locke, die bedeutendsten englischen Staatsphilosophen dieser Epoche. Sie waren im Puritanismus verwurzelt oder standen ihm nahe.
Ein Teil der Puritaner war, nachdem Jakob I. 1603 alle ihre Reformvorschläge bis auf die Genehmigung einer Bibelübersetzung abgelehnt hatte, zu der Überzeugung gekommen, dass sie ihre Vorstellungen von Staat und Gesellschaft in England nicht würden verwirklichen können. Deshalb wanderten ab 1620 Zehntausende nach Neuengland aus, wo sie Gemeinwesen auf der Grundlage ihrer Prinzipien schufen. Die Plymouth Colony (1620) und die Massachusetts Bay Colony (1628) entwickelten politische Systeme, in denen die Regierung die Zustimmung der Regierten benötigte. Diese Puritaner waren überzeugt, dass die Demokratie dem Willen Gottes entsprach. Der Kongregationalist Thomas Hooker und der Baptist Roger Williams, der vom Kongregationalismus hergekommen war, verknüpften 1636 in Connecticut bzw. Rhode Island das zentrale Menschenrecht Religionsfreiheit mit der in Massachusetts entwickelten demokratischen Regierungsform. Diesem Beispiel folgten eine Reihe von Quäkern in New Jersey 1677 und ein anderer Quäker, William Penn, in Pennsylvania 1682. Wie Luther begründeten diese Protestanten die Religionsfreiheit theologisch. Da der Glaube das freie Werk des Heiligen Geistes ist, kann er nicht erzwungen werden. Unabhängigkeitserklärung, Verfassung und Bill of Rights der Vereinigten Staaten knüpften an diese Tradition an. Zudem entnahmen die amerikanischen Revolutionäre ihre politischen Vorstellungen größtenteils den liberalen Ideen von Harrington, Sidney, Milton, Locke und einigen anderen Autoren, die ihnen durch die politische Partei der radikalen Whigs vermittelt worden waren.

## Naturwissenschaft und Wirtschaft
Der amerikanische Soziologe Robert K. Merton entwickelte 1938 in seinem Buch Science, Technology and Society in 17th-Century England die nach ihm benannte Merton-These, der zufolge die naturwissenschaftliche Revolution des 17. und 18. Jahrhunderts im Wesentlichen von englischen Puritanern und deutschen Pietisten getragen wurde. Zu ganz ähnlichen Ergebnissen kam der Soziologe Gerhard Lenski 1958 in einer breit angelegten empirischen Untersuchung im Großraum Detroit (Michigan). Er stellte einen signifikanten Unterschied zwischen Katholiken einerseits und (weißen) Protestanten und Juden andererseits hinsichtlich ihrer Einstellung zum Wirtschaftsleben und zu den Naturwissenschaften fest. Protestanten und die jüdische Minderheit ließen sich durch „intellektuelle Autonomie“ („intellectual autonomy“) leiten, was für eine naturwissenschaftliche Berufskarriere förderlich sei. Dagegen neige die intellektuelle Orientierung von Katholiken stärker zu „Gehorsam“ („obedience“) gegenüber den Lehren ihrer Kirche. Dies sei abträglich für naturwissenschaftliche Berufe. Lenski führte diese Unterschiede auf die Reformation und die Reaktion der katholischen Kirche darauf zurück. Die Reformation habe insbesondere bei Täufern, Puritanern, Pietisten, Methodisten und englischen Presbyterianern intellektuelle Autonomie gefördert, während die katholische Kirche diese Verhaltensweise immer stärker mit Protestantismus und Häresie gleichgesetzt und deshalb von ihren Mitgliedern Gehorsam gegenüber der Kirchenlehre gefordert habe. Diese Unterschiede seien bis in die Gegenwart wirksam geblieben.
Im Hinblick auf die Einstellung zum Wirtschaftsleben sah Lenski die bekannte These Max Webers bestätigt, wonach es im 17. und 18. Jahrhundert eine positive Korrelation zwischen der „protestantischen Ethik“ und dem „Geist des Kapitalismus“ gegeben habe. Allerdings fand Lenski keine Spuren von „innerweltlicher Askese“ bei den Protestanten. Bereits rund hundert Jahre vor Weber habe John Wesley, einer der Begründer der Methodistenkirche, um 1790 beobachtet, dass Fleiß und Genügsamkeit (englisch: diligence and frugality), zwei Verhaltensweisen, die die Methodisten mit den Puritanern und anderen protestantischen Gruppierungen teilten, als „unbeabsichtigtes Nebenprodukt“ diesen Menschen Wohlstand gebracht hätten.